# 草凪優
草凪 優（くさなぎ ゆう、1967年 -　、男性）は日本の小説家、官能小説家。東京都出身。沖縄県在住。「性春エロス」と言われる作風をもつ。発売された著作は180冊以上も超える。

## 来歴
日本大学芸術学部中退。シナリオライターなどを経て、官能作家となる。

## 著書
- ふしだら天使 2004.9 (双葉文庫)
- 微熱デパート 2004.11 (双葉文庫)  
煽情のデパートガール（同、2017年7月改題）
- 桃色リクルートガール 2005.3 (双葉文庫)
- 下町純情艶娘 2005.6 (双葉文庫)
- 誘惑させて 2005.9 (祥伝社文庫)
- 性純ナース 2005.9 (双葉文庫)
- 淫らに写して 2005.11 (双葉文庫)
- 純情白書 2006.1 (双葉文庫)
- みせてあげる 2006.2 (祥伝社文庫)
- おさな妻 2006.4 (双葉文庫)
- 月子の指 2006.4 (徳間文庫)
- 祭りの夜に 2006.7 (双葉文庫)
- 発情期 2006.8 (徳間文庫)
- 公園で萌えて 2006.10 (双葉文庫)
- とらわれ 2006.11 (桃園文庫) - 短編集
- 色街そだち 2006.12 (祥伝社文庫)
- マンションの鍵貸します 2007.2 (双葉文庫)
- つまみ食い。 2007.3(徳間文庫)
- 晴れときどきエッチ 2007.5 (双葉文庫)
- いつわり 2007.7 (桃園文庫) - 短編集
- ごっくん美妻 2007.11 (双葉文庫)
- 夜の手習い 2007.6 (幻冬舎アウトロー文庫)
- 年上の女 色街そだち 2007.12 (祥伝社文庫)
- 秘密 ときめき夏休み 2007.8 (竹書房ラブロマン文庫)
- 火照るんです。 2008.2 (徳間文庫)
- ごっくんOL  2008.3 (双葉文庫)
- 摘めない果実 2008.6 (祥伝社文庫)
- お使いください。 2008.7 (徳間文庫)
- ナイショの秘書室 2008.8 (双葉文庫)
- ごっくん温泉 2008.11 (双葉文庫)
- 美教師 胸騒ぎの放課後 2008.4 (竹書房ラブロマン文庫)
- おすそ乱し。 2008.12 (徳間文庫)
- 抱いて人妻 2008.10 (竹書房ラブロマン文庫)
- 夜ひらく 2009.3 (祥伝社文庫)
- お味しらべ。 2009.4 (徳間文庫)
- ごっくん夢肌 2009.4 (双葉文庫)
- しっぽり舟 2009.8 (徳間文庫)
- ナイショのアナウンス室 2009.8 (双葉文庫)
- アラフォー妻夜の顔 2009.10 (二見文庫)
- ごっくん双丘 2009.10 (双葉文庫)
- 腰さわぎ。 2009.11 (徳間文庫)
- ごっくん好妻(すきづま)  2009.11 (双葉文庫)
- どうしようもない恋の唄 2009.12 (祥伝社文庫)
- おいしい人妻 2009.7 (竹書房ラブロマン文庫)
- しっぽり舟 2009.8 (徳間文庫)
- ナイショのアナウンス室 2009.8 (双葉文庫)
- アラフォー妻 夜の顔 2009.9 (二見文庫)
- ごっくん双丘 2009.10 (双葉文庫) - 短編集
- 腰さわぎ 2009.11 (徳間文庫)
- ごっくん好妻 2009.11 (双葉文庫)
- どうしようもない恋の唄 2009.12 (祥伝社文庫)
- 感じて人妻 2010.2 (竹書房ラブロマン文庫)
- 羞恥心。 2010.3 (徳間文庫)
- ごっくん桃乳 2010.4 (双葉文庫)
- 誘惑パラダイス -淫らな女神- 2010.4 (竹書房ラブロマン文庫)
- 最終面接 2010.5 (無双舎文庫)
- 夜の婚活 2010.6 (幻冬舎アウトロー文庫)
- しめりがち。 2010.8 (徳間文庫)
- 裸にジュエリー 2010.8 (双葉文庫)
- みだらな保母さん 2010.8 (竹書房ラブロマン文庫)
- 夜の私は昼の私をいつも裏切る 2010.8 (新潮文庫)
- 浮気ぐせ 2010.9 (二見文庫)
- 下町そだち 2010.10 (無双舎文庫)
- あなたが私をさがすとき 2010.11 (宝島社文庫)
- 蜜春よ、こい! 2010.11 (双葉文庫)
- 酔わせ化粧 2010.12 (徳間文庫)
- ろくでなしの恋 2011.2 (祥伝社文庫)
- 桃色の節句す 2011.3 (双葉文庫)
- 義姉さんは僕のモノ 2011.3 (竹書房ラブロマン文庫)